# Корбут Ольга Валентинівна

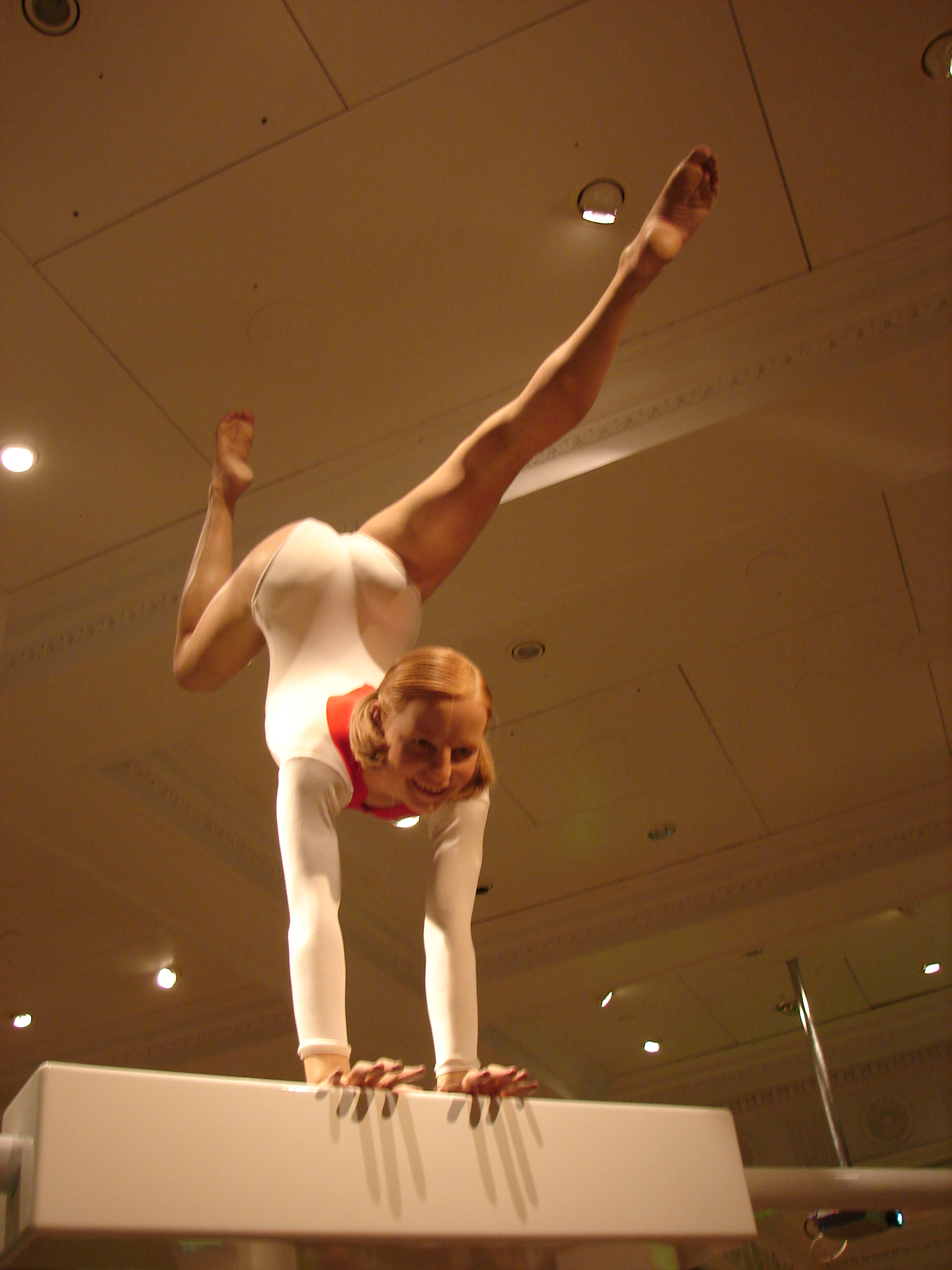
Воскова фігура Ольги Корбут в музеї мадам Тюссо в Лондоні

О́льга Валенти́нівна Ко́рбут (біл. Вольга Валянцінаўна Корбут, 16 травня 1955, Гродно, Білоруська РСР) — радянська гімнастка, чотириразова олімпійська чемпіонка, заслужений майстер спорту СРСР (1972). Виступала за Збройні сили. Тренувалася в Ренальда Книша.

## Життєпис
Ольга Корбут прийшла у гімнастику в віці 10 років та в 1965 році потрапила в групу до Книша. Перший великий успіх прийшов у 1970 році — вона стала чемпіонкою СРСР в опорному стрибку і увійшла до збірної СРСР. Корбут прославилась тим, що вперше виконала складний гімнастичний елемент на різновисоких брусах, який тепер називають на її честь — «петля Корбут».
- 4-разова олімпійська чемпіонка:
  - 1972 — командна першість, колода і вільні вправи;
  - 1976 — командна першість.
- Дворазова віцечемпіонка Олімпійських ігор (1972 — бруси, 1976 — колода),
- Чемпіонка світу 1974 в опорному стрибку,
- Чемпіонка світу 1970 і 1974 в командній першості,
- Переможниця Спартакіади народів СРСР і абсолютна чемпіонка СРСР 1975 років, багаторазова чемпіонка СРСР,
- Володарка срібної медалі чемпіонату Європи 1973 року в абсолютній першості.

З 1979 по 2000 рік була одружена з солістом ВІА «Пісняри» Леонідом Борткевичем.

## Виступи на Олімпіадах
| Олімпіада     | Дисципліна        | Місце              |
| ------------- | ----------------- | ------------------ |
| Мюнхен 1972   | абсолютний залік  | 7                  |
| Мюнхен 1972   | командний залік   | 1                  |
| Мюнхен 1972   | вільні вправи     | 1                  |
| Мюнхен 1972   | опорний стрибок   | 5                  |
| Мюнхен 1972   | різновисокі бруси | 2T                 |
| Мюнхен 1972   | колода            | 1                  |
| Монреаль 1976 | абсолютний залік  | 5                  |
| Монреаль 1976 | командний залік   | 1                  |
| Монреаль 1976 | вільні вправи     | 17T (кваліфікація) |
| Монреаль 1976 | опорний стрибок   | 7 (кваліфікація)   |
| Монреаль 1976 | різновисокі бруси | 5                  |
| Монреаль 1976 | колода            | 2                  |